# Sumberkramat
Sumberkramat is een bestuurslaag in het regentschap Probolinggo van de provincie Oost-Java, Indonesië. Sumberkramat telt 2611 inwoners (volkstelling 2010).